# Kungsbacka Station
Kungsbacka Station, er en svensk jernbanestation i Kungsbacka.

## Trafik
Fra Kungsbacka kører der 2 togsystemer. Öresundståg, der kører mellem Göteborg og Østerport, via bl.a. Halmstad, Ängelholm, Helsingborg, Malmö og Kastrup, og Kungsbackapendeln, der er et lokaltog, drevet af Västtrafik, der kører mellem Göteborg C og Kungsbacka, og standser ved alle stationer.
| Foregående station |  | Veolia              |  | Efterfølgende station |
| ------------------ |  | ------------------- |  | --------------------- |
| Varbergmod Malmö C |  | ÖresundstågGöteborg |  | Mölndalmod Göteborg C |

## Ekstern henvisning og kilde
- RES PLUS − Samverkande trafikföretag

57°29′26″N 12°04′47″Ø / 57.49048°N 12.07984°Ø